# Claas Relotius
Claas Relotius (Hamburg, 15. studenoga 1985.) je njemački novinar. Nakon što je u desetak godina novinarske karijere napisao niz zapaženih reportaža i primio razne njemačke i međunarodne novinarske nagrade za svoj rad, 2018. godine je dao ostavku na mjesto u Der Spiegelu, kada se pokazao da je svoje članke nerijetko temeljio na potpunim izmišljotinama, što predstavlja tešku povredu novinarske etike.

## Životopis
Rođeni Hamburžanin, studirao je politologiju i kulturologiju u Bremenu, Valenciji i Hamburgu.
Nakon što je kao slobodni novinar pisao za niz njemačkih medija, od 2017. godine je dobio stalni angažman u hamburškom Der Spiegelu, za koji je pisao još od 2010. godine.
Primio je novinarsku nagradu 'Deutscher Reporterpreis' četiri puta; posljednji put 3. prosinca 2018. godine.
Primio je CNN-ovu nagradu 'Journalist of the Year' za novinara s njemačkog govornog područja 2014. te je dobitnik 'European Press Prize' za 2017. godinu.
Kasnije je razotrkiveno da je veliki broj njegovih tobože novinskih priča zapravo izmišljen, osobito one najzapaženije - tako one o iračkoj djeci otetoj od Islamske države kako bi služili kao bombaši-samoubojice, o jemenskom državljanu zatočenom u američkom zatvoru Guantánamo Bay, o sirijskoj djeci-izbjeglicama koja su završila u ropstvu u Turskoj te o biračima Donalda Trumpa iz američkog gradića Fergus Falls, koje je prikazao kao zadrte rasiste.

### Novinarski skandal 2018. godine
Ubrzo nakon što je dobio nagradu za najbolju njemačku reportažu 2018. godine, 19. prosinca 2018. je Der Spiegel objavio kako je Relotius naveliko falsificirao svoje članke, izmišljajući činjenice, osobe i izjave koje je koristio u najmanje 14 članaka objavljenih u tom časopisu. Relotious je objavio da će vratiti sve četiri njemačke novinarske nagrade 'Deutscher Reporterpreis' .